# Fuller House
Fuller House és una sitcom estatunidenca creada per Jeff Franklin que es va emetre a Netflix, a més a més és una seqüela de la sèrie de televisió de 1987–1995 Full House. La història se centra al voltant de D.J. Tanner-Fuller, una veterinària i mare vídua de tres fills. La majoria del repartiment original de la sèrie va tornar a interpretar el seu paper anterior a Fuller House, a excepció de Mary-Kate i Ashley Olsen, que van alternar el paper de Michelle Tanner a Full House.
Netflix va planejar tretze episodis inicials, que es van estrenar el 26 de febrer de 2016. Finalment la sèrie va arribar a tindre cinc temporades en total.